# 어쌔신 크리드 크로니클스
《어쌔신 크리드 크로니클스》(영어: Assassin's Creed Chronicles)는 클라이맥스 스튜디오가 개발하고 유비소프트가 발매한 2015년 스텔스 게임이다. 《어쌔신 크리드 시리즈》의 스핀 오프가 되는 시리즈 작품이다. 새로운 주인공들과 디자인, 2.5D 브러시 칠로 표현된 세계관이 도입되고 있다.

## 중국
《어쌔신 크리드 크로니클스 중국》(Assassin's Creed Chronicles: China)는 북아메리카에서 2015년 4월 21일 발매되었다. 대응 플랫폼은 PlayStation 4, Xbox One, Microsoft Windows이다.

## 인디아
《어쌔신 크리드 크로니클스 인디아》(Assassin's Creed Chronicles: India)는 북아메리카에서 2016년 1월 12일 발매되었다.

## 러시아
《어쌔신 크리드 크로니클스 러시아》(Assassin's Creed Chronicles: Russia)는 북아메리카에서 2016년 2월 25일 발매될 예정이다.
| 게임   | 메타크리틱                             |
| ------ | -------------------------------------- |
| 차이나 | (PS4) 69/100 (PC) 67/100 (XONE) 67/100 |
| 인디아 | (PS4) 63/100 (XONE) 64/100             |
| 러시아 | (PS4) 60/100 (XONE) 62/100             |